# Baía de Santa Mônica

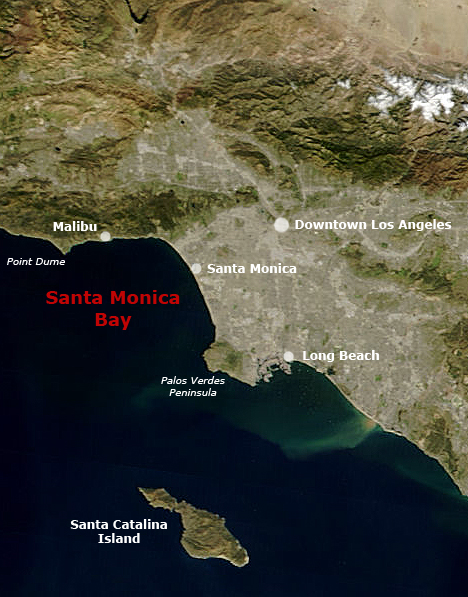
Baía de Santa Mônica.

A Baía de Santa Mônica (em inglês:  Santa Monica Bay) é um braço do oceano Pacífico situado no sul da Califórnia, nos Estados Unidos. Embora seus limites sejam ambíguos, considera-se geralmente que seja aquela parte do oceano situada dentro de uma linha imaginária traçada entre Point Dume, em Malibu, e a península de Palos Verdes. Seu litoral oriental forma o limite oeste das regiões de Westside e South Bay, de Los Angeles. Embora recebesse as águas do rio Los Angeles antes da catastrófica mudança de curso do rio, ocorrida em 1825, o único curso de água que desemboca na baía atualmente é o riacho de Ballona, além dos riachos menores de Malibu e Topanga.
Na década de 1930 navios-cassino ancoravam além do limite de três milhas da costa, medido então a partir das praias; os navios eram populares, e uma frota cada vez maior deles começou a aparecer na região até que o Ministério Público americano recalculou o limite, de forma a excluir a baía. Um destes navios conseguiu resistir à polícia por nove dias, com submetralhadoras, no que os jornais da época chamaram de "A Batalha da Baía de Santa Mônica".
Antigo centro pesqueiro, a qualidade da água da baía de Santa Mônica piorou drasticamente no século XX, à medida que o desenvolvimento do condado de Los Angeles resultou em grandes quantidades de esgoto e detritos levados pela chuva serem depositados em suas águas. Através de projetos de recuperação organizados pelo Clean Water Act, e advogados por grupos como Heal the Bay, a qualidade da água da baía tem melhorado dramaticamente desde então. No entanto, durante os invernos chuvosos da região, ela ainda sofre com problemas relacionados à poluição, forçando o fechamento da maioria das praias mais famosas de sua costa.